# 윌리엄 오라몬드

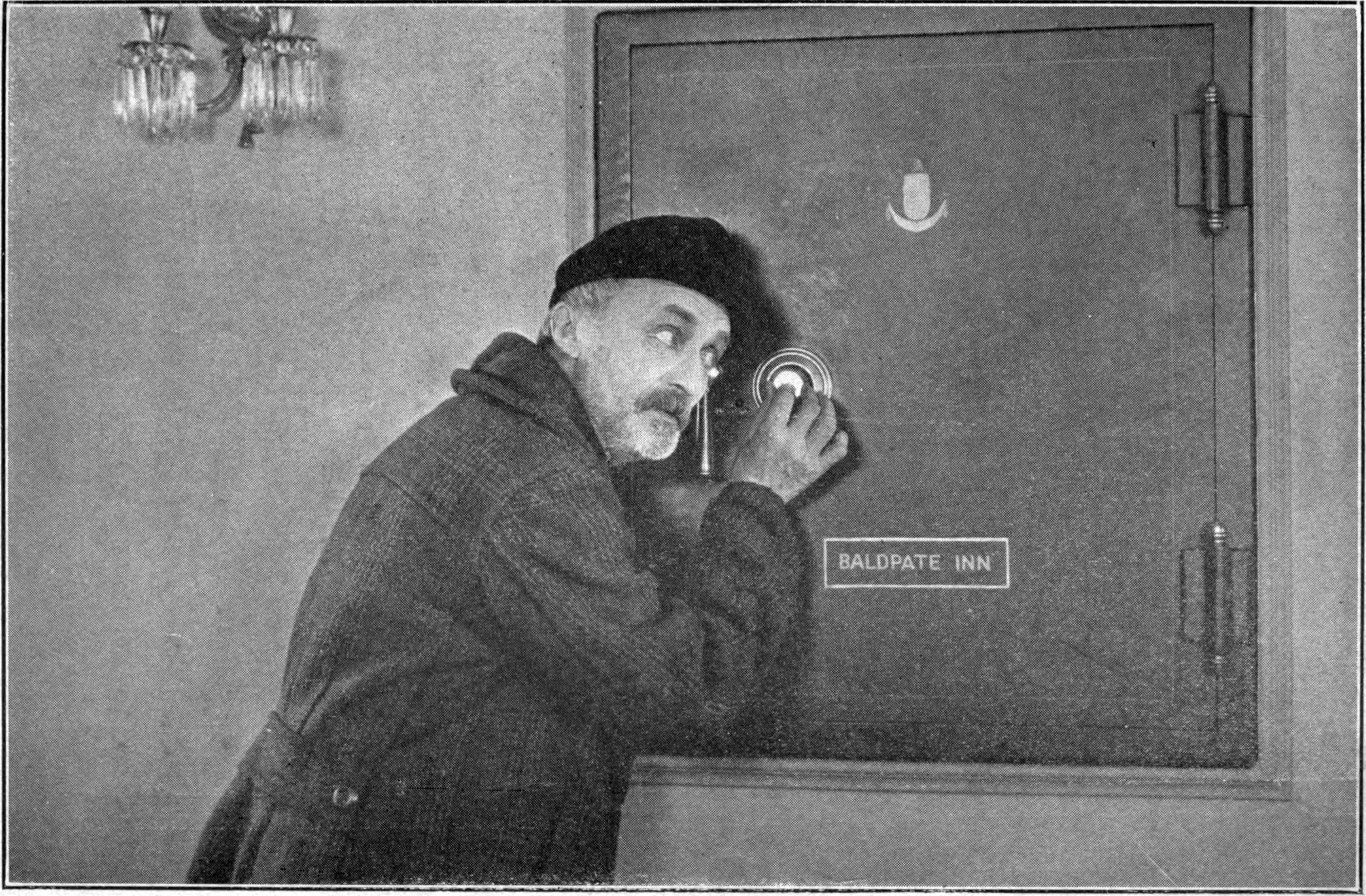

윌리엄 오라몬드(William Orlamond, 1867년 8월 1일 ~ 1957년 4월 23일)는 덴마크의 배우이다.
코펜하겐에서 태어났으며 로스앤젤레스에서 사망하였다.

## 영화
- 키키 (1926년)
- 육체와 악마 (1926년)
- 스물더링 파이어스 (1925년)
- 걸 샤이 (1924년)
- 소울 포 세일 (1923년)